# 名古屋市營巴士

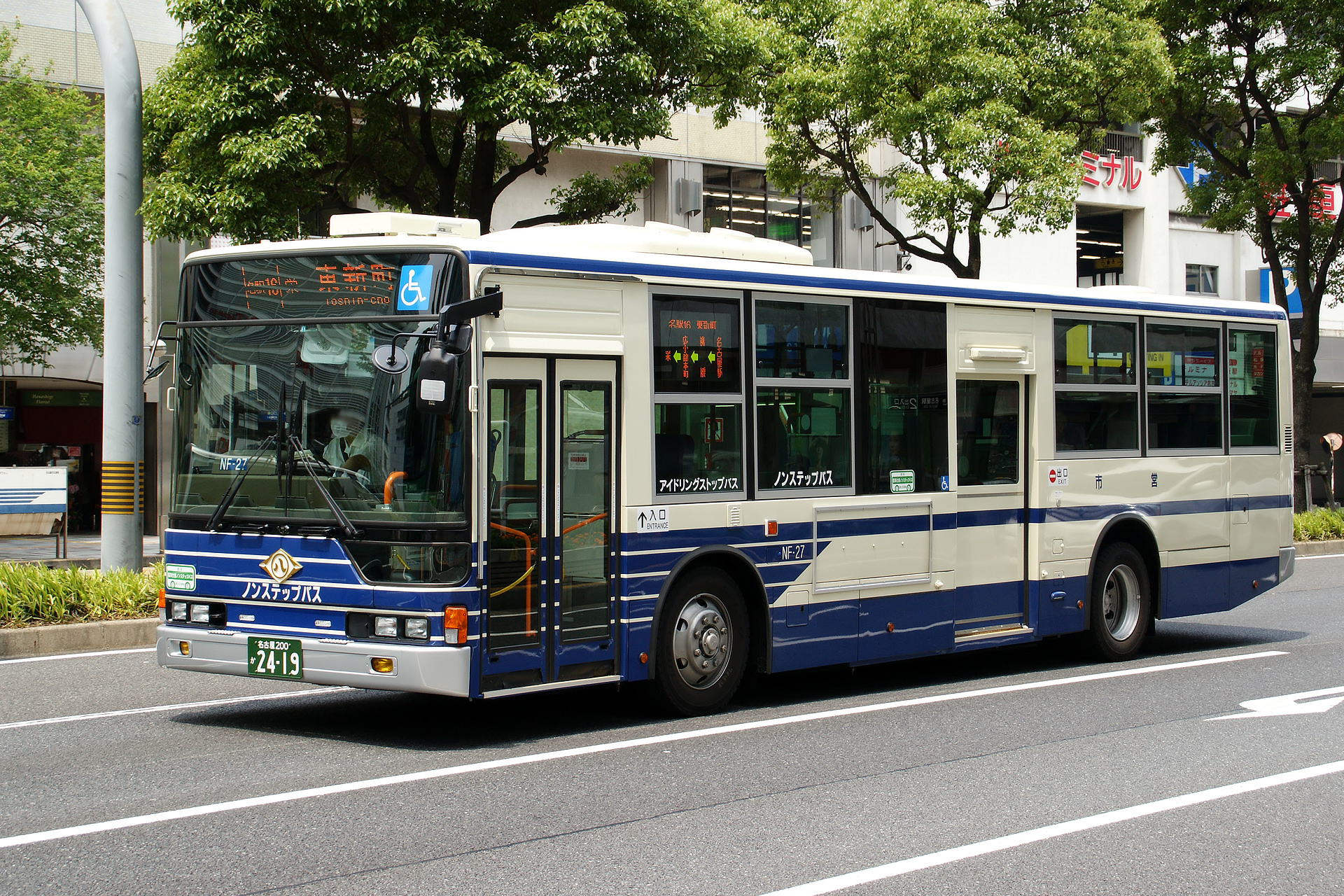
名古屋市营巴士

名古屋市營巴士（日语：名古屋市営バス）是名古屋市運營的公營巴士路線，由名古屋市交通局內的「自動車部」負責運行。名古屋市營巴士的運行範圍包括名古屋市全部地區和附近的豐山町、大治町、清須市、尾張旭市、長久手市、日進市、豐明市、春日井市的部分地區，總營業里程數為734.9公里、擁有161條路線，1012輛巴士。名古屋市營巴士於1930年開始運行。